# 594 هـ
594 هـ هي سنة في التقويم الهجري امتدت مقابلةً في التقويم الميلادي بين سنتي 1197 و1198.

## مواليد
- سراج الدين الأرموي

## وفيات
- فخر الدين المارديني
- يوسف بن طاهر الخويي